# Brumado (tiểu vùng)
Brumado là một tiểu vùng thuộc bang Bahia, Brasil. Tiều vùng này có diện tích 15414 km², dân số năm 2007 là 261614 người.